# 962年
| 千纪： | 1千纪 |
| 世纪： | 9世纪 \| 10世纪 \| 11世纪 |
| 年代： | 930年代 \| 940年代 \| 950年代 \| 960年代 \| 970年代 \| 980年代 \| 990年代                                                                                                |
| 年份： | 957年 \| 958年 \| 959年 \| 960年 \| 961年 \| 962年 \| 963年 \| 964年 \| 965年 \| 966年 \| 967年                                                                          |
| 纪年： | 壬戌年（狗年）；于阗同慶五十一年；辽應曆十二年；南汉大寶五年；后蜀广政二十五年；北汉天会六年；北宋（吴越、荆南、南唐）建隆三年；大理廣德十年；日本應和二年；高丽峻丰三年 |

## 大事记
- 2月2日——德意志國王、薩克森王朝的奧托一世在羅馬由教宗約翰十二世加冕稱帝（962年－973年在位），成為羅馬的監護人和羅馬天主教世界的最高統治者。
- 荊南高保勗病逝，其侄（高保融之子）高繼沖繼位。
- 原後周皇帝柴宗訓被移往房陵（今湖北省房縣）居住。
- 清源軍節度使留從效去世，其侄留紹鎡擔任留後，旋即被統軍使陳洪進廢黜，推舉張漢思為清源軍留後，自為節度副使。
- 法蒂瑪王朝在西西里的總督對拜占庭帝國在西西里的主要據點陶爾米納發動陶爾米納之圍，並戰勝拜占庭帝國的守軍。

## 逝世
- 高保勗，五代十國時期荊南君主。
- 留从效，五代十國時期清源军节度使。